# توماس سیلانتیس
 توماس سیلانتیس (انگلیسی: Thomas Ypsilantis؛ زاده ۲۴ ژوئن ۱۹۲۸ – درگذشته ۱۶ اوت ۲۰۰۰) یک فیزیک‌دان اهل ایالات متحده آمریکا بود.